# Kanton Bohain-en-Vermandois
Kanton Bohain-en-Vermandois (fr. Canton de Bohain-en-Vermandois) je francouzský kanton v departementu Aisne v regionu Hauts-de-France. Tvoří ho 31 obcí. Před reformou kantonů 2014 ho tvořilo 13 obcí.

## Obce kantonu
od roku 2015:
| - Aubencheul-aux-Bois - Beaurevoir - Becquigny - Bellenglise - Bellicourt - Bohain-en-Vermandois - Bony - Brancourt-le-Grand - Le Catelet - Croix-Fonsomme - Estrées - Étaves-et-Bocquiaux - Fontaine-Uterte - Fresnoy-le-Grand - Gouy - Hargicourt | - Lehaucourt - Joncourt - Lempire - Levergies - Magny-la-Fosse - Montbrehain - Montigny-en-Arrouaise - Nauroy - Prémont - Ramicourt - Seboncourt - Sequehart - Serain - Vendhuile - Villeret |

před rokem 2015:
- Becquigny
- Bohain-en-Vermandois
- Brancourt-le-Grand
- Croix-Fonsomme
- Étaves-et-Bocquiaux
- Fontaine-Uterte
- Fresnoy-le-Grand
- Montbrehain
- Montigny-en-Arrouaise
- Prémont
- Ramicourt
- Seboncourt
- Serain